# Discografia di Richard David James
La discografia di Richard David James inizia nel 1991 con la pubblicazione del suo primo EP ufficiale Analogue Bubblebath. L'ultimo album di James in ordine di tempo è Aphex Mt. Fuji 2017, e i due ultimi EP sono Collapse e Houston, TX 12.17.16 [Day For Night]. Tutte le altre numerose pubblicazioni sono di seguito elencate, tenendo conto delle opere promozionali, singoli, mix, album, compilation, collaborazioni, ecc...,  prese in esame distinguendo i vari nomi d'arte utilizzati.
I nomi d'arte nei vari progetti sono principalmente (elenco parziale): 
- Aphex Twin
- AFX
- Bradley Strider
- Caustic Window
- Polygon Window
- Universal Indicator (con Mike Dred)
- The Dice Man
- Soit - P.P.
- Blue Calx
- GAK
- Power-Pill
- Q-Chastic
- Mike & Rich
- The Tuss

## Album in studio
| 1992    | Selected Ambient Works 85-92                              | —  | —   | —  | Aphex Twin                          |
| 1993    | CAT023 (solo 5 copie)                                     | —  | —   | —  | Caustic Window                      |
| 1993    | Surfing on Sine Waves (ristampato nel 2001)               | —  | —   | —  | Polygon Window                      |
| 1994    | Selected Ambient Works Volume II                          | —  | —   | 11 | Aphex Twin                          |
| 1994    | GAK                                                       | —  | —   | —  | GAK                                 |
| 1994    | Words & Music (promo di Selected Ambient Works Volume II) | —  | —   | —  | Aphex Twin                          |
| 1995    | ...I Care Because You Do                                  | —  | —   | 24 | Aphex Twin                          |
| 1995    | Melodies from Mars (inedito)                              | —  | —   | —  | Aphex Twin (attribuito)             |
| 1996    | Expert Knob Twiddlers                                     | —  | —   | —  | Mike & Rich                         |
| 1996    | Richard D. James Album                                    | 20 | —   | 62 | Aphex Twin                          |
| 2001    | Drukqs                                                    | 2  | 154 | 22 | Aphex Twin                          |
| 2001    | Innovation in the Dynamics of Acid                        | —  | —   | —  | Universal Indicator (con Mike Dred) |
| 2007    | Rushup Edge                                               | —  | —   | —  | The Tuss                            |
| 2014    | Syro                                                      | —  | 11  | 8  | Aphex Twin                          |
| 2014    | Caustic Window                                            | —  | —   | —  | Caustic Window                      |
| 2017    | Aphex Mt. Fuji 2017 (500 copie)                           | —  | —   | —  | Aphex Twin                          |
| Note: — |                                                           |    |     |    |                                     |

## Raccolte
| Anno | Compilation                                             | Posizione in classifica | Posizione in classifica | Nome d'arte    |
| Anno | Compilation                                             | US Heat                 | UK                      | Nome d'arte    |
| ---- | ------------------------------------------------------- | ----------------------- | ----------------------- | -------------- |
| 1995 | Classics                                                | —                       | 24                      | Aphex Twin     |
| 1996 | 51/13 Singles Collection (solo in Australia e Giappone) | —                       | —                       | Aphex Twin     |
| 1998 | Compilation                                             | —                       | —                       | Caustic Window |
| 2003 | 26 Mixes for Cash                                       | 29                      | 63                      | Aphex Twin     |
| 2006 | Chosen Lords                                            | —                       | —                       | AFX            |

## Singoli ed extended play
| Anno | Singoli / EP | Posizione in classifica | Posizione in classifica | Posizione in classifica | Nome d'arte                         |
| Anno | Singoli / EP | UK                      | US Heat                 | US                      | Nome d'arte                         |
| ---- | --- | ----------------------- | ----------------------- | ----------------------- | ----------------------------------- |
| 1991 | Analogue Bubblebath | —                       | —                       | —                       | AFX                                 |
| 1991 | Bradley's Beat (ristampato nel 1995) | —                       | —                       | —                       | Bradley Strider                     |
| 1992 | Digeridoo | 55                      | —                       | —                       | Aphex Twin                          |
| 1992 | Xylem Tube | —                       | —                       | —                       | Aphex Twin                          |
| 1992 | Analogue Bubblebath 2 | —                       | —                       | —                       | AFX                                 |
| 1992 | Joyrex J4 | —                       | —                       | —                       | Caustic Window                      |
| 1992 | Joyrex J5 | —                       | —                       | —                       | Caustic Window                      |
| 1992 | Universal Indicator Blue | —                       | —                       | —                       | Universal Indicator (con Mike Dred) |
| 1992 | Universal Indicator Yellow | —                       | —                       | —                       | Universal Indicator                 |
| 1992 | Pac-Man | —                       | —                       | —                       | Power-Pill                          |
| 1992 | Q-Chastic EP (inedito) | —                       | —                       | —                       | Q-Chastic                           |
| 1993 | On | 32                      | —                       | —                       | Aphex Twin                          |
| 1993 | Analogue Bubblebath 3 | —                       | —                       | —                       | AFX                                 |
| 1993 | Bradley's Robot | —                       | —                       | —                       | Bradley Strider                     |
| 1993 | Joyrex J9 | —                       | —                       | —                       | Caustic Window                      |
| 1993 | Quoth | —                       | —                       | —                       | Polygon Window                      |
| 1993 | Universal Indicator Red | —                       | —                       | —                       | Universal Indicator                 |
| 1994 | Polynomial C (singolo) | —                       | —                       | —                       | Aphex Twin                          |
| 1994 | Analogue Bubblebath 4 | —                       | —                       | —                       | AFX                                 |
| 1995 | Ventolin / Ventolin Remixes (singolo/EP)                                                                                                  | 49                      | —                       | —                       | Aphex Twin                          |
| 1995 | Donkey Rhubarb | 78                      | —                       | —                       | Aphex Twin                          |
| 1995 | Analogue Bubblebath 5 (inedito) | —                       | —                       | —                       | AFX                                 |
| 1995 | Hangable Auto Bulb (ristampato in CD nel 2005)                                                                                            | —                       | —                       | —                       | AFX                                 |
| 1995 | Hangable Auto Bulb 2 (ristampato in CD nel 2005)                                                                                          | —                       | —                       | —                       | AFX                                 |
| 1995 | Universal Indicator Green | —                       | —                       | —                       | Universal Indicator                 |
| 1996 | Girl/Boy EP (singolo/EP) | 64                      | —                       | —                       | Aphex Twin                          |
| 1997 | Come to Daddy EP (singolo/EP) | 36                      | 37                      | —                       | Aphex Twin                          |
| 1997 | Analogue Bubblebath 3.1 | —                       | —                       | —                       | AFX                                 |
| 1999 | Windowlicker (singolo) | 16                      | —                       | —                       | Aphex Twin                          |
| 2001 | 2 Remixes by AFX | —                       | —                       | —                       | AFX                                 |
| 2001 | Portreath Harbour | —                       | —                       | —                       | Polygon Window                      |
| 2001 | Universal Indicator Ultraviolet | —                       | —                       | —                       | Universal Indicator                 |
| 2001 | Cock 10/54 Cymru beats (promo di drukQs)                                                                                                  | —                       | —                       | —                       | Aphex Twin                          |
| 2003 | Smojphace EP | —                       | —                       | —                       | AFX                                 |
| 2003 | 2 Mixes on a 12" for Cash (promo di 26 Mixes for Cash)                                                                                    | —                       | —                       | —                       | Aphex Twin                          |
| 2005 | Analord - Analord 01 - Analord 02 - Analord 03 - Analord 04 - Analord 05 - Analord 06 - Analord 07 - Analord 08 - Analord 09 - Analord 11 | —                       | —                       | —                       | AFX                                 |
| 2005 | Analord 10 (dalla serie Analord, ristampato in versione picture disc)                                                                     | —                       | —                       | —                       | Aphex Twin                          |
| 2005 | AFX/LFO | —                       | —                       | —                       | AFX                                 |
| 2005 | Afx237 v7 (remix) (colonna sonora del cortometraggio Rubber Johnny, di Chris Cunningham)                                                  | —                       | —                       | —                       | Aphex Twin                          |
| 2007 | Confederation Trough | —                       | —                       | —                       | The Tuss                            |
| 2014 | Minipops 67 (singolo) | 167                     | —                       | —                       | Aphex Twin                          |
| 2015 | Marchromt30a Edit 2b 96 (singolo) | —                       | —                       | —                       | Aphex Twin                          |
| 2015 | Orphaned Deejay Selek 2006–08 | —                       | —                       | —                       | AFX                                 |
| 2015 | Computer Controlled Acoustic Instruments pt2                                                                                              | 36                      | —                       | —                       | Aphex Twin                          |
| 2016 | Cheetah | 14                      | —                       | 140                     | Aphex Twin                          |
| 2017 | 3 Gerald Remix / 24 TSIM 2 (singolo) | —                       | —                       | —                       | Aphex Twin                          |
| 2017 | London 03.06.17 | —                       | —                       | —                       | AFX                                 |
| 2017 | Korg Trax+Tunings for falling asleep | —                       | —                       | —                       | AFX                                 |
| 2017 | Orphans | —                       | —                       | —                       | AFX & Luke Vibert                   |
| 2018 | Collapse EP | 11                      | —                       | 113                     | Aphex Twin                          |
| 2019 | Houston, TX 12.17.16 [Day For Night] (singolo)                                                                                            | —                       | —                       | —                       | Aphex Twin                          |
| 2023 | Blackbox Life Recorder 21f/in a room F760                                                                                                 | —                       | —                       | —                       | Aphex Twin                          |

## Raccolte autori vari
| Anno | Compilation                                                                           | Posizione in classifica | Posizione in classifica | Nome d'arte        |
| Anno | Compilation                                                                           | US Heat                 | UK                      | Nome d'arte        |
| ---- | ------------------------------------------------------------------------------------- | ----------------------- | ----------------------- | ------------------ |
| 1992 | Polygon Window (da Artificial Intelligence)                                           | —                       | —                       | The Dice Man       |
| 1992 | CAT 002 (da The Philosophy of Sound and Machine)                                      | —                       | —                       | Q-Chastic          |
| 1992 | n.IASP (da The Philosophy of Sound and Machine)                                       | —                       | —                       | Soit - P.P.        |
| 1992 | Blue Calx (da The Philosophy of Sound and Machine)                                    | —                       | —                       | Blue Calx          |
| 1994 | Aphex Airlines (da Ambient 4: Isolationism, 7243 8 39810 2 1, AMBT 4, Virgin Records) | —                       | —                       | Aphex Twin         |
| 1994 | Phlaps (da Taking Liberties, TTPCD005)                                                | —                       | —                       | Caustic Window     |
| 1994 | Cunt (da Trance Europe Express Volume 3, TEEX-3)                                      | —                       | —                       | Caustic Window     |
| 1994 | My Teapot (da Artificial Intelligence II, WARP LP23)                                  | —                       | —                       | Polygon Window     |
| 1998 | Freeman Hardy & Willis Acid (da We Are Reasonable People)                             | —                       | —                       | AFX & Squarepusher |
| 1999 | Perc #6 (da Or Some Computer Music 1, ISSUE1, Or Records)                             | —                       | —                       | Aphex Twin         |
| 2003 | Mangle 11 (Circuit Bent V.I.P. Mix) (da Rephlexions)                                  | —                       | —                       | AFX                |

## Videoclip
| Anno | Videoclip                                | Regia                         | Nome d'arte |
| ---- | ---------------------------------------- | ----------------------------- | ----------- |
| 1993 | Schottkey 7th Path                       | !K7                           | Aphex Twin  |
| 1993 | Ageispolis                               | Mike Frost (come Smike Frost) | Aphex Twin  |
| 1993 | On                                       | Jarvis Cocker, Martin Wallace | Aphex Twin  |
| 1995 | Ventolin                                 | Steve Doughton, Gavin Wilson  | Aphex Twin  |
| 1995 | Donkey Rhubarb                           | David Slade                   | Aphex Twin  |
| 1997 | Come to Daddy                            | Chris Cunningham              | Aphex Twin  |
| 1999 | Windowlicker                             | Chris Cunningham              | Aphex Twin  |
| 2001 | Monkey Drummer                           | Chris Cunningham              | Aphex Twin  |
| 2005 | Rubber Johnny                            | Chris Cunningham              | Aphex Twin  |
| 2005 | Nannou                                   | Laurent Briet                 | Aphex Twin  |
| 2016 | Cirklon3 (Kolkhoznaya Mix/колхозная mix) | Ryan Wyer                     | Aphex Twin  |
| 2018 | T69 Collapse                             | Weirdcore                     | Aphex Twin  |
| 2023 | Blackbox Life Recorder 21f               | Weirdcore                     | Aphex Twin  |